# 1. Klasse Pommern 1941/42
De 1. Klasse Pommern 1941/42 was het negende voetbalkampioenschap van de Bezirksklasse Pommern, het tweede niveau onder de Gauliga Pommern. De competitie werd nu in acht districten onderverdeeld, die soms nog verdere onderverdelingen hadden. De winnaars namen deel aan de eindronde om promotie. 

## 1. Klasse

### Ernst-Moritz-Arndt-Bezirk
| Plaats | Club                                   | Wed.           | W              | G              | V              | Saldo          | Ptn.           |
| ------ | -------------------------------------- | -------------- | -------------- | -------------- | -------------- | -------------- | -------------- |
| 1.     | LSV Barth                              | 6              | 5              | 0              | 1              | 19:03          | 10:02          |
| 2.     | Stralsunder Post-SG 1907               | 6              | 4              | 0              | 2              | 24:17          | 08:04          |
| 3.     | TSV 1860 Stralsund                     | 6              | 3              | 0              | 3              | 11:12          | 06:06          |
| 4.     | WKG der BSG Flugzeugbau Bachmann Barth | 6              | 0              | 0              | 6              | 07:29          | 00:12          |
| 5.     | LSV Bug                                | Teruggetrokken | Teruggetrokken | Teruggetrokken | Teruggetrokken | Teruggetrokken | Teruggetrokken |
| 6.     | Reichsbahn SG Germania Stralsund       | Teruggetrokken | Teruggetrokken | Teruggetrokken | Teruggetrokken | Teruggetrokken | Teruggetrokken |

- LSV Bug trok zich in december 1941 terug, alle reeds gespeelde wedstrijden werden geschrapt.
- Reichsbahn SG Germania Stralsund trok zich voor de competitiestart terug.

|  | Geplaatst voor finale    |
|  | Degradatie/terugtrekking |

### Greifenbezirk

#### Groep A
Enkel de deelnemers zijn bekend, geen uitslagen.
- LSV Dievenow
- WKG Marine-Flakschule Swinemünde
- WKG KAL Swinemünde
- LSV Greifswald
- LSV Richthofen Anklam
- TSV 1861 Swinemünde
- LSV Garz/Swinemünde

#### Groep B
- SV Peenemünde
- Greifswalder SC
- WKG der BSG Arado Anklam
- Greifswalder TB 1860 (terugtrekking na dit seizoen)
- SC Wolgast
- Anklamer TB 1861 (terugtrekking tijdens dit seizoen in april 1942)
- VfL-Reichspost Anklam (terugtrekking tijdens dit seizoen in april 1942)

#### Finale
De uitslag is niet meer bekend, enkel dat LSV Dievenow aan de promotie-eindronde deelnam. 
|              |               |   |              |  |
| 27 juni 1942 | SV Peenemünde | ? | LSV Dievenow |  |
| 27 juni 1942 |               |   |              |  |

### Oderland
| Plaats | Club                            | Wed.           | W              | G              | V              | Saldo          | Ptn.           |
| ------ | ------------------------------- | -------------- | -------------- | -------------- | -------------- | -------------- | -------------- |
| 1.     | VfB-Reichspost Stettin 08       | 16             | 13             | 2              | 1              | 99:25          | 28:04          |
| 2.     | SC Viktoria Stargard            | 16             | 10             | 3              | 3              | 56:34          | 23:09          |
| 3.     | TSV Stettin 1894                | 16             | 9              | 3              | 4              | 50:33          | 21:11          |
| 4.     | SV Nordring Stettin             | 16             | 7              | 3              | 6              | 50:31          | 17:15          |
| 5.     | Reichsbahn SG Stettin           | 16             | 7              | 1              | 8              | 56:73          | 15:17          |
| 6.     | SV Preußen-Borussia Stettin     | 15             | 6              | 0              | 9              | 34:36          | 12:18          |
| 7.     | SC Comet Stettin                | 16             | 4              | 2              | 10             | 30:62          | 10:22          |
| 8.     | WKG der BSG Hydrierwerke Pölitz | 15             | 4              | 1              | 10             | 33:43          | 09:21          |
| 9.     | SC Hansa 1922 Stettin           | 16             | 3              | 1              | 12             | 21:92          | 07:25          |
| 10.    | Züllchower SC 1926              | Teruggetrokken | Teruggetrokken | Teruggetrokken | Teruggetrokken | Teruggetrokken | Teruggetrokken |

- Züllchower SC 1926 trok zich in oktober 1941 terug, alle vijf, verloren, wedstrijden werden geschrapt.

|  | Geplaatst voor finale    |
|  | Degradatie/terugtrekking |

### Persantebezirk
| Plaats | Club                                  | Wed. | W | G | V | Saldo   | Ptn.  |
| ------ | ------------------------------------- | ---- | - | - | - | ------- | ----- |
| 1.     | LSV Kamp                              | 10   | 9 | 0 | 1 | 67:10   | 18:02 |
| 2.     | LSV Kolberg                           | 10   | 7 | 2 | 1 | 60:17   | 16:04 |
| 3.     | SV Preußen Köslin                     | 10   | 4 | 2 | 4 | 37:36   | 10:10 |
| 4.     | HSV von Scholz Belgard                | 10   | 3 | 1 | 6 | 17:28   | 07:13 |
| 5.     | HSV Unteroffiziersschule Treptow/Rega | 9    | 2 | 1 | 6 | 25:29   | 05:13 |
| 6.     | VfB 1911 Belgard                      | 9    | 0 | 0 | 9 | 0,26875 | 00:18 |

|  | Geplaatst voor finale    |
|  | Degradatie/terugtrekking |

### Grenzmark

#### Groep Noord
Uit de groep Noord zijn enkel kampioen LSV Märkisch Friedland en verdere deelnemers Dramburger SV 1913 en SC Germania Neustettin bekend.

#### Groep Zuid
| Plaats | Club                       | Wed.           | W              | G              | V              | Saldo          | Ptn.           |
| ------ | -------------------------- | -------------- | -------------- | -------------- | -------------- | -------------- | -------------- |
| 1.     | Reichsbahn SG Schneidemühl | 6              | 5              | 0              | 1              | 33:08          | 10:02          |
| 2.     | SV Hertha Schneidemühl     | 6              | 3              | 1              | 2              | 23:18          | 07:05          |
| 3.     | SV Deutsch Krone           | 5              | 2              | 1              | 2              | 19:16          | 05:05          |
| 4.     | SV Preußen Flatow          | 5              | 0              | 0              | 5              | 03:36          | 00:10          |
| 5.     | FC Viktoria Schneidemühl   | Teruggetrokken | Teruggetrokken | Teruggetrokken | Teruggetrokken | Teruggetrokken | Teruggetrokken |

|  | Geplaatst voor finale |

#### Finale
Om een onbekende reden nam de winnaar niet deel aan de promotie-eindronde.
| Team 1                     | Totaal | Team 2                 | Heen | Terug | Extra |
| -------------------------- | ------ | ---------------------- | ---- | ----- | ----- |
| Reichsbahn SG Schneidemühl | 8-4    | LSV Märkisch Friedland | 4-1  | 5-3   | 3-1   |

## Promotie-eindronde

### Groep Oost
- LSV Kamp-Köslin

### Groep West
| Plaats | Club                      | Wed. | W | G | V | Saldo | Ptn.  |
| ------ | ------------------------- | ---- | - | - | - | ----- | ----- |
| 1.     | LSV Dievenow              | 4    | 4 | 0 | 0 | 18:08 | 08:00 |
| 2.     | LSV Barth                 | 4    | 2 | 0 | 2 | 09:08 | 04:04 |
| 3.     | VfB Reichspost 08 Stettin | 4    | 0 | 0 | 4 | 09:20 | 00:08 |

|  | Promotie naar Gauliga Pommern 1942/43 |